# Parque Colón (Cúcuta)
El Parque Colón, oficialmente Parque la Victoria es un espacio verde público de la ciudad de Cúcuta, Colombia, contiguo a la Biblioteca Pública Julio Pérez Ferrero, en el barrio La Playa.

## Ubicación
Está localizado entre las calles 12 y 13, y avenidas 2.ª y 3.ª

## Historia
En él se celebraban corridas de toros (al igual que en el Parque Santander, en la Plazuela del Libertador y en el Parque de Carora) con motivo de las fiestas Julianas, que programaba el Consejo Municipal con el fin de celebrar el Grito de la Independencia.
Sus árboles fueron sembrados en el año 1899 por A.R. Díaz, comandante en ese entonces del Batallón Bomboná n.º 15, según se desprende de la nota enviada al Concejo Municipal, el 12 de mayo de 1899, donde solicita permiso para su siembra y se compromete a su mantenimiento. Con la ayuda prestada por la ciudadanía y con aportes del municipio pudo terminarse y fue inaugurado en el año 1910, siendo alcalde de la ciudad Pedro L. Jordán. 
En el año 1919 la Gobernación del Norte de Santander cambió el nombre de Cristóbal Colón por el de Parque La Victoria, por medio de la Ordenanza n.º 19 de ese mismo año, para la “conmemoración del primer centenario de la Batalla de Boyacá, que aseguró la libertad de América del Sur”. Era gobernador en esa época Fructuoso V. Calderón, y alcalde de la ciudad Pedro Ramón Dávila. 
En ese mismo año, por gestiones de Andrés Fernández y don Carlos Luis Jácome, se construyó la columna y se erigió la estatua de la Victoria. La columna fue realizada por el maestro Crisanto Ramírez y la escultura por el cucuteño Olinto Marcucci.
En el centro de la plaza se levanta un monumento en honor a los actores más reconocidos de las gestas independentistas, alusivo a la conmemoración de los primeros cien años de la batalla de Boyacá. 
En las placas conmemorativas se puede leer:

“Erigida por ordenanza Nº. 19 de 1919, por la cual se ordena levantar un monumento en celebración del primer centenario de la Batalla de Boyacá, la que selló el triunfo del Ejército Libertador, y aseguró la independencia de la América del Sur”.

“El Departamento Norte de Santander rinde homenaje a los gloriosos héroes de la Batalla de Boyacá”.

“A los libertadores de Colombia: Simón Bolívar, Francisco de Paula Santander, José Antonio Anzoátegui, Carlos Soublette, Fray Miguel Díaz, Juan José Rondón, Fortoul, París, Sandes, Carrillo, Plaza, Rook, Mujica, Infante”.